# Élise de Pressensé
Pour les articles homonymes, voir Pressensé.
Élise de Pressensé, née Élise du Plessis-Gouret à Yverdon le 22 décembre 1826 et morte à Paris 13e le 11 avril 1901, est une femme de lettres suisse et engagée sur le plan de l'action sociale.

## Biographie
Fille de François du Plessis-Gouret, chambellan du roi de Bavière, et de Caroline Dutoit. Elle est issue par son père d'une vieille famille de la petite-noblesse.
Élise-Françoise-Louise du Plessis-Gouret effectue sa formation à l'école supérieure de jeunes filles de Lausanne. Elle épouse à Paris, en 1847, Edmond de Pressensé (1824-1891), pasteur protestant de la chapelle Taitbout. Élise de Pressensé participe à l'aide sociale, en tant qu'ambulancière. En 1871, elle crée l'Œuvre de la chaussée du Maine, organisme qui s'investit dans la protection et la préservation des enfants et étend en 1889 ses activités en créant l'Œuvre des colonies de vacances,. Elle écrit des ouvrages pédagogiques pour gagner des âmes, des volontés, des êtres nouveaux. Veuve depuis 1891, Élise de Pressensé meurt à Paris, le 11 avril 1901 et est inhumée au cimetière de Châtillon (Hauts-de-Seine) aux côtés de son mari.
Elle laisse de son union avec Edmond de Pressensé : Francis de Pressensé (1853-1914), personnalité politique, membre fondateur de la Ligue des droits de l'homme (1898) et Émilie Dehault de Pressensé (1857-1923) épouse du pasteur et missiologue Alfred Boegner (1851-1912).
L'Œuvre de la chaussée du Maine (OCM), reconnue d'utilité publique depuis 1890, est jumelée avec l'Union des Familles et a fusionné en 2003 avec le Centre d'études, d'actions sociales et d'initiatives locales (CEASIL) avec lequel elle poursuit ses activités. Depuis 1905 son siège est domicilié 4 rue Vigée-Lebrun, dans le 15e arrondissement de Paris.

## Publications
- Rosa Librairie de Ch. Meyrueis et Compagnie, Paris 1858 Lire en ligne
- Deux ans au lycée C. Meyrueis, Paris 1867 Lire en ligne sur Gallica
- Poésies Dentu, Paris 1869
- Scènes d'enfance et de jeunesse C. Meyrueis, Paris 1870 Lire en ligne sur Gallica
- Sabine, Gertrude de Chanzane deux nouvelles ; Sandoz et Fischbacher, Paris 1872
- Un petit monde d'enfants Sandoz et Fischbacher, Paris 1873 Lire en ligne sur Gallica
- Rosa Société des traités religieux Paris 1873 Lire en ligne sur Gallica
- Récits de mères et de sœurs par Mmes L. Branchu, de Coninck, E. Delauney, Dussaud-Roman, Guizot de Witt, W. Monod, G. Nadal, de Pressensé, B. Raynaud, E. de Saint-André, Marie Tabarié ; J. Bonhoure et Cie, Paris 1874
- Bois-Gentil Sandoz et Fischbacher,Paris 1878
- Une joyeuse nichée Sandoz, Paris 1879 Lire en ligne sur Gallica
- La Maison blanche, histoire pour les écoliers Fischbacher, Paris 1879 Lire en ligne sur Gallica
- Le Journal de Thérèse Fischbacher, Paris 1880 Lire en ligne sur Gallica
- La Journée du petit Jean Fischbacher, Paris 1881 Lire en ligne sur Gallica
- Petite mère Fischbacher, Paris 1881
- Ninette Fischbacher, Paris 1882 Lire en ligne sur Gallica
- Seulette Fischbacher, Paris 1882
- Le Pré aux saules Fischbacher, Paris 1885
- Geneviève Fischbacher, Paris 1885
- Pauvre petit ! Fischbacher, Paris 1886
- Sauvagette Fischbacher, Paris 1887
- Les Voisins de Madame Bertrand Fischbacher, Paris 1887
- Brunette et Blondinette Fischbacher, Paris 1889 Lire en ligne sur Gallica
- Le Clos Toustain Je l'aime tant !... - Sera-t-il un homme ? Fischbacher, Paris 1890
- Marthe, Georgette, Une vie perdue trois nouvelles ; Bibliothèque du foyer Fischbacher, Paris 1891
- Frères et Sœurs Fischbacher, Paris 1895
- Jacques et Jacqueline Fischbacher, Paris 1897
- Souvenirs et lettres inédites, publiés par Gabriel Monod ; Fischbacher, Paris 1904